# Flohkraut-Eule

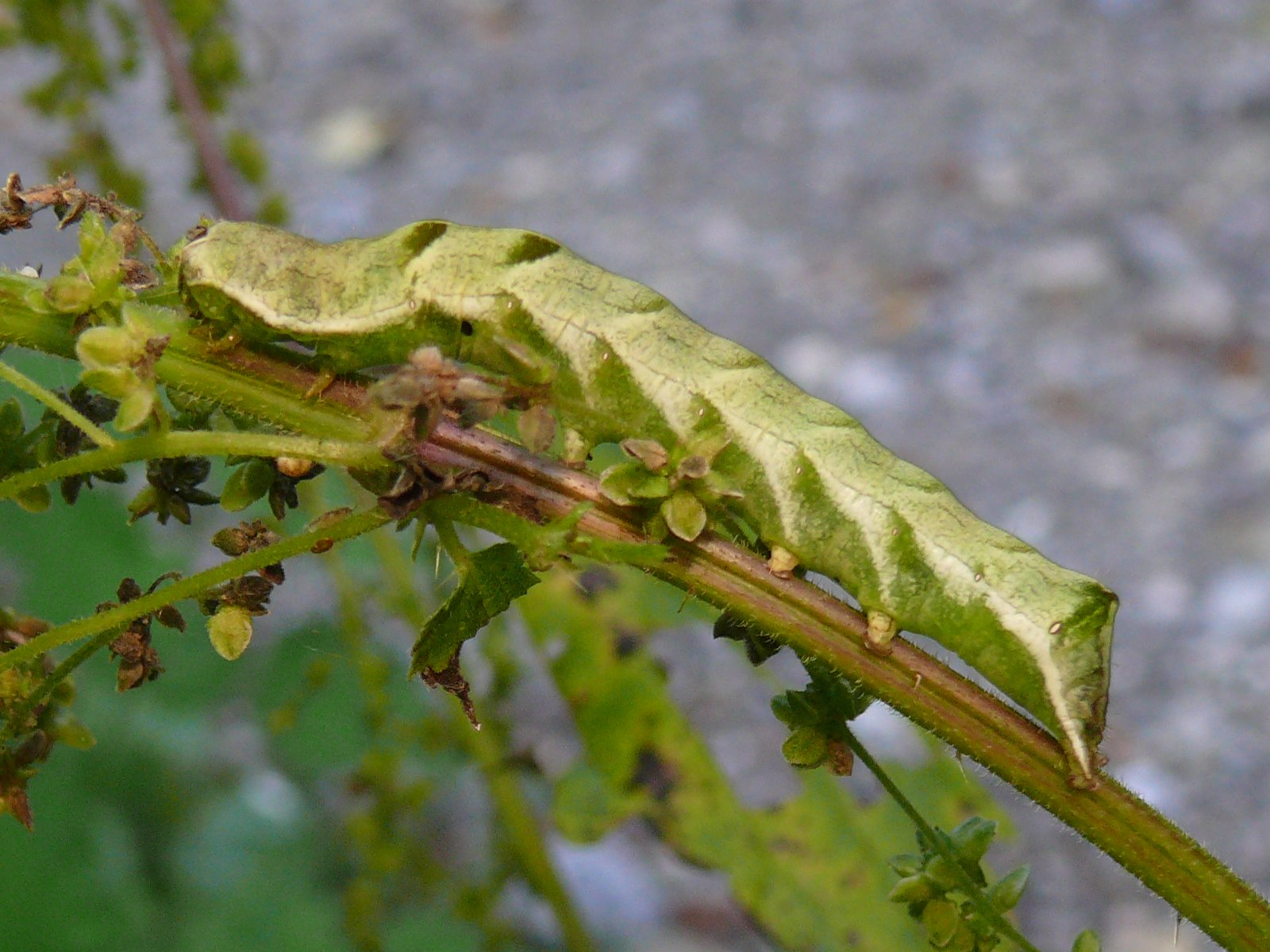
Raupe der Flohkraut-Eule im letzten Entwicklungsstadium auf Brennnessel

Die Flohkraut-Eule (Melanchra persicariae) ist ein Schmetterling (Nachtfalter) aus der Familie der Eulenfalter (Noctuidae).

## Merkmale

### Falter
Der Falter hat eine Flügelspannweite von 28 bis 38 mm. Die Grundfarbe der Vorderflügel ist schwarzbraun mit grauen und ockerfarbenen Flecken. Die Querlinien und die Ringmakel sind häufig undeutlich bis erloschen. Wenn die Querlinien erkennbar sind, sind sie dunkler als die Grundfarbe, die Ringmakel ist dagegen hell umrandet. Die Nierenmakel sind fast immer deutlich ausgebildet, weiß gefüllt. Allerdings gibt es die Forma unicolor mit fast schwarzer Nierenmakel. Die Forma accipitrina besitzt braungefüllte Nierenmakel. Die Wellenlinie ist manchmal in gelbe Punkte aufgelöst. Die Hinterflügel sind hellbraun.

### Ei
Das Ei ist kugelig, unten abgeflacht. Es ist zunächst grünlich gelb, später wird es graubraun. Außen ist es mit Längsrippen besetzt.

### Raupe
Die Raupe ist entweder hellgrün oder hellbraun. Sie besitzt einen Höcker am 11. Segment und eine schmale, helle Rückenlinie. Am 4., 5. und 11. Segment weist sie seitliche dunkle Flecke auf. Die Segmente 6 bis 10 tragen winklige, nach vorne offene Flecke. Der Kopf ist grünlich oder bräunlich. Die erwachsene Raupe wird bis 45 mm lang.

### Puppe
Die Puppe ist dunkelrotbraun mit einem kurzen Kremaster. Dieser ist mit zwei kurzen, aber kräftigen Borsten besetzt.

## Geographische Verbreitung und Lebensraum
Das Verbreitungsgebiet reicht von Spanien im Westen bis nach Korea und Japan. Die Nordgrenze verläuft von Schottland über das südliche Fennoskandien, das mittlere Russland und das südliche Sibirien bis zur Halbinsel Kamtschatka. Die Südgrenze verläuft durch Nordspanien, Italien (außer Sizilien), Mazedonien, Bulgarien, Kleinasien, das südliche Kaukasusgebiet, Nordiran, über Zentralasien und Nordchina bis Korea. Die Art bewohnt feuchte Mischwälder, Birkenwälder, Täler mit dichtbewaldeten Talhängen, sumpfige Wälder. In der Vertikalen kommt die Art vom Flachland bis in die höchsten Lagen der Mittelgebirge vor; in den Alpen bis etwa 1000 m.

## Lebensweise
Die Flohkraut-Eule bildet eine Generation im Jahr, deren Falter von Ende Mai bis Ende August fliegen, in kühleren Regionen erst ab Juni. In günstigen Jahren und klimatisch begünstigten Gebieten wird eine unvollständige zweite Generation gebildet, deren Falter von Ende August bis September fliegen. Manche Autoren berichten, dass in günstigen Gebieten sogar eine dritte Generation gebildet wird. Dagegen schreiben Hacker et al., dass die Art in ihrem Verbreitungsgebiet „univoltin“ sei. Die Falter saugen an Blüten (z. B. Schmetterlingsflieder (Buddleja davidii)). Sie sind nachtaktiv und kommen an künstliche Lichtquellen.
Die Raupen sind ab Juli bis in den September hinein anzutreffen. Sie sind ausgesprochen polyphag und fressen an vielen verschiedenen krautigen Pflanzen und Büschen. Axel Steiner und Günther Ebert listen über 38 Raupennahrungspflanzen: Adlerfarn (Pteridium aquilinum), Wurmfarn (Dryopteris filix-mas), Dreimasterblumen (Tradescantia sp.), Korb-Weide (Salix viminalis), Sal-Weide (Salix caprea), Gemeine Hasel (Corylus avellana), Hänge-Birke (Betula pendula), Schwarz-Erle (Alnus glutinosa), Rotbuche (Fagus sylvatica), Feldulme (Ulmus minor), Große Brennnessel (Urtica dioica), Ähriges Christophskraut (Actaea spicata), Himbeere (Rubus idaeus), Brombeeren (Rubus fruticosus), Lupinen (Lupinus sp.), Besenginster (Sarothamnus scoparius), Gelber Steinklee (Melilotus officinalis), Berg-Ahorn (Acer pseudoplatanus), Faulbaum (Frangula alnus), Blut-Weiderich (Lythrum salicaria), Weidenröschen (Epilobium sp.), verschiedene Doldenblütler (Apiaceae), Giersch (Aegopodium podagraria), Wiesensilge (Silaum silaus), Wald-Engelwurz (Angelica sylvestris), Wiesen-Bärenklau (Heracleum sphondylium), Heidelbeere (Vaccinium myrtillus), Wald-Ziest (Stachys sylvatica), Knotige Braunwurz (Scrophularia nodosa), Schwarzer Holunder (Sambucus nigra), Rote Heckenkirsche (Lonicera xylosteum), Fuchssches Greiskraut (Senecio ovatus), Kohldistel (Cirsium oleraceum), Acker-Kratzdistel (Cirsium arvense), Gewöhnlicher Löwenzahn (Taraxacum sect. Ruderalia), Mauerlattich (Mycelis muralis), Hasenlattich (Prenanthes purpurea), Savoyer Habichtskraut (Hieracium sabaudium). Hacker et al. nennen zudem die Gattungen Vogelknöteriche (Polygonum), Melden (Atriplex), Rubus, Ginster (Genista) und Geißklee (Cytisus). Sie verpuppen sich noch im Herbst; die Puppe überwintert.

## Systematik
Die Art wurde 1761 von Carl von Linné als Phalaena Noctua persicariae erstmals wissenschaftlich beschrieben. Johann Siegfried Hufnagel beschrieb die Art 1766 unter dem Namen Phalaena sambuci. Weitere Namen sind Phalaena graphica Geoffroy, 1785, Phalaena Noctua accipitrina Esper, 1788, Mamestra unicolor Staudinger, 1871 und Polia japonibia Bryk, 1942; sie sind jüngere Synonyme von Melanchra persicariae. Die Art ist die Typusart der Gattung Melanchra Hübner, 1820.

## Gefährdung
Die Art gilt in Deutschland als nicht gefährdet.